# Team ladybug
team ladybug（チームレディバグ）は、日本のインディーゲーム開発チーム。主に2D探索型アクションゲーム（メトロイドヴァニア）を開発する。

## 歴史
team ladybugの中心人物であるkrobon（クロボン）は、個人ゲーム開発者として2000年代よりフリーゲームを発表し始めた。『アクションモグラ』は2015年の「ニコニコ自作ゲームフェス3」で5冠に輝いた。2016年3月には自作ゲーム『ファラオリバース』の有償版『Pharaoh Rebirth+』がSteamでリリースされた。その後、商業ベースでゲーム制作を続けるにあたり、個人名チームとしてteam ladybugを立ち上げた。
team ladybug名義での最初のゲームとなったPC用ゲーム『この素晴らしい世界に祝福を!復活のベルディア』は、2017年3月24日に発売されたアニメ『この素晴らしい世界に祝福を!』のBlu-ray/DVD第1巻限定版に特典として付属した。
『真・女神転生 SYNCHRONICITY PROLOGUE』は、アトラスのニンテンドー3DS用RPG『真・女神転生 DEEP STRANGE JOURNEY』を題材としたPC用ゲームで、同作に登場するジャックフロストとジャックランタンを主人公としている。アトラスの公式サイトにて2017年10月16日より期間限定で配布された。
PCゲーム『RUN!RUN!ランサー!』は、2018年5月9日に発売されたアニメ映画『Fate/stay night [Heaven's Feel] I.presage flower』のBlu-rayをオンラインストア「ANIPLEX＋」で購入した際の付属特典として制作された。2018年11月には同作のキャラクターなどを変更した『RUN!RUN!ライダー!』が、映画と日本中央競馬会（JRA）のコラボサイト上で公開された。
『東方Project』の二次創作ゲーム『Touhou Luna Nights』は、Steamにて2018年8月20日にアーリーアクセスとしてリリースされ、2019年2月26日に正式リリースされた。2020年にXbox One、Nintendo Switchに移植された。同作は2021年4月までに累計25万本以上を売り上げた。2019年には中国のインディゲームアワード「Indie Play」で最優秀海外作品を受賞した。
水野良による小説『ロードス島戦記』を原作とした『ロードス島戦記ーディードリット・イン・ワンダーラビリンスー』は、Steamにて2020年3月12日よりアーリーアクセスを開始し、2021年3月27日に正式リリースされた。コンシューマー移植版も同年に各機種でリリースされた。

## ゲーム
| タイトル                                                   | 発売日         | プラットフォーム                                                          | パブリッシャー | 備考                                  |
| ---------------------------------------------------------- | -------------- | ------------------------------------------------------------------------- | -------------- | ------------------------------------- |
| この素晴らしい世界に祝福を!復活のベルディア                | 2017年3月24日  | PC                                                                        |                | アニメBD/DVDの付属特典                |
| 真・女神転生 SYNCHRONICITY PROLOGUE                        | 2017年10月16日 | PC                                                                        |                | WEBサイトにて期間限定配布             |
| RUN!RUN!ランサー!                                          | 2018年5月9日   | PC                                                                        |                | アニメBDの店舗限定付属特典            |
| Touhou Luna Nights                                         | 2019年2月26日  | PC(Steam)                                                                 | PLAYISM        | アーリーアクセスは2018年8月20日に開始 |
| Touhou Luna Nights                                         | 2020年9月3日   | Xbox One、PC(Microsoft Store)                                             | PLAYISM        |                                       |
| Touhou Luna Nights                                         | 2020年12月17日 | Nintendo Switch                                                           | Phoenixx       |                                       |
| ロードス島戦記ーディードリット・イン・ワンダーラビリンスー | 2021年3月27日  | PC(Steam)                                                                 | PLAYISM        | アーリーアクセスは2020年3月12日に開始 |
| ロードス島戦記ーディードリット・イン・ワンダーラビリンスー | 2021年12月6日  | Nintendo Switch、PS4、PS5、Xbox One、Xbox Series X/S、PC(Microsoft Store) | PLAYISM        |                                       |
| DRAINUS                                                    | 2022年5月22日  | PC                                                                        | PLAYISM        |                                       |